# The Sanguine Fan
The Sanguine Fan, Op. 81, è un balletto in un atto scritto da Sir Edward Elgar nel 1917. Era uno dei pezzi che componeva per raccogliere fondi per beneficenza in tempo di guerra e fu invitato a scriverlo dalla sua cara amica e confidente Lady Alice Stuart-Wortley.

## Storia
Il tema del balletto è stato ispirato da una scena che raffigura Pan ed Eco che l'artista, Charles Conder, aveva disegnato con la sanguigna su un ventaglio, sebbene il titolo stesso sia secondario al tema. La prima esecuzione faceva parte della rivista Chelsea on Tiptoe al Chelsea Palace Theatre di Londra il 20 marzo 1917 e fu diretta dal compositore. Successivamente aggiunse un altro brano, una danza da pastore, che fu presentato in anteprima in una seconda esibizione di beneficenza a maggio. Il pezzo non trovò grande favore presso il pubblico fino agli anni '60, quando il lavoro fu riscoperto dal direttore d'orchestra Sir Adrian Boult, che lo riprese nel 1973. Fu anche oggetto della sua esibizione finale il 24 giugno 1978 in una produzione del London Festival Ballet al London Coliseum.
Un pezzo dal balletto, "Echo's Dance", come assolo di pianoforte, fu pubblicato da Elkin nel 1917.